# Ever Given
Ever Given или «Эвер Гивен» — контейнеровоз класса «Golden», один из крупнейших контейнеровозов в мире.
Принадлежит Shoei Kisen Kaisha — дочерней компании по аренде и владению судами японской судостроительной компании Imabari Shipbuilding; находится в лизинге у тайваньской судоходной компании Evergreen Marine.
23 марта 2021, во время следования из Искандар Путери (Малайзия) в Роттердам (Нидерланды) и при проходе Суэцкого канала судно село на мель, перегородив канал и создав этим транспортную пробку.

## Описание
«Ever Given» — один из тринадцати контейнеровозов серии Imabari 20000, разработанной фирмой Imabari Shipbuilding. Спущен на воду в 2018 году.

## Происшествия

### Столкновение в Гамбурге в 2019 году
9 февраля 2019 года при движении вниз по течению Эльбы вблизи порта Гамбурга «Ever Given» прошёл недопустимо близко от причала в Бланкенезе, вследствие чего задел и сильно повредил стоявший у причала небольшой пассажирский паром Finkenwerder фирмы HADAG. Во время столкновения «Ever Given» не терял управления и не останавливался.

### Блокировка Суэцкого канала в 2021 году

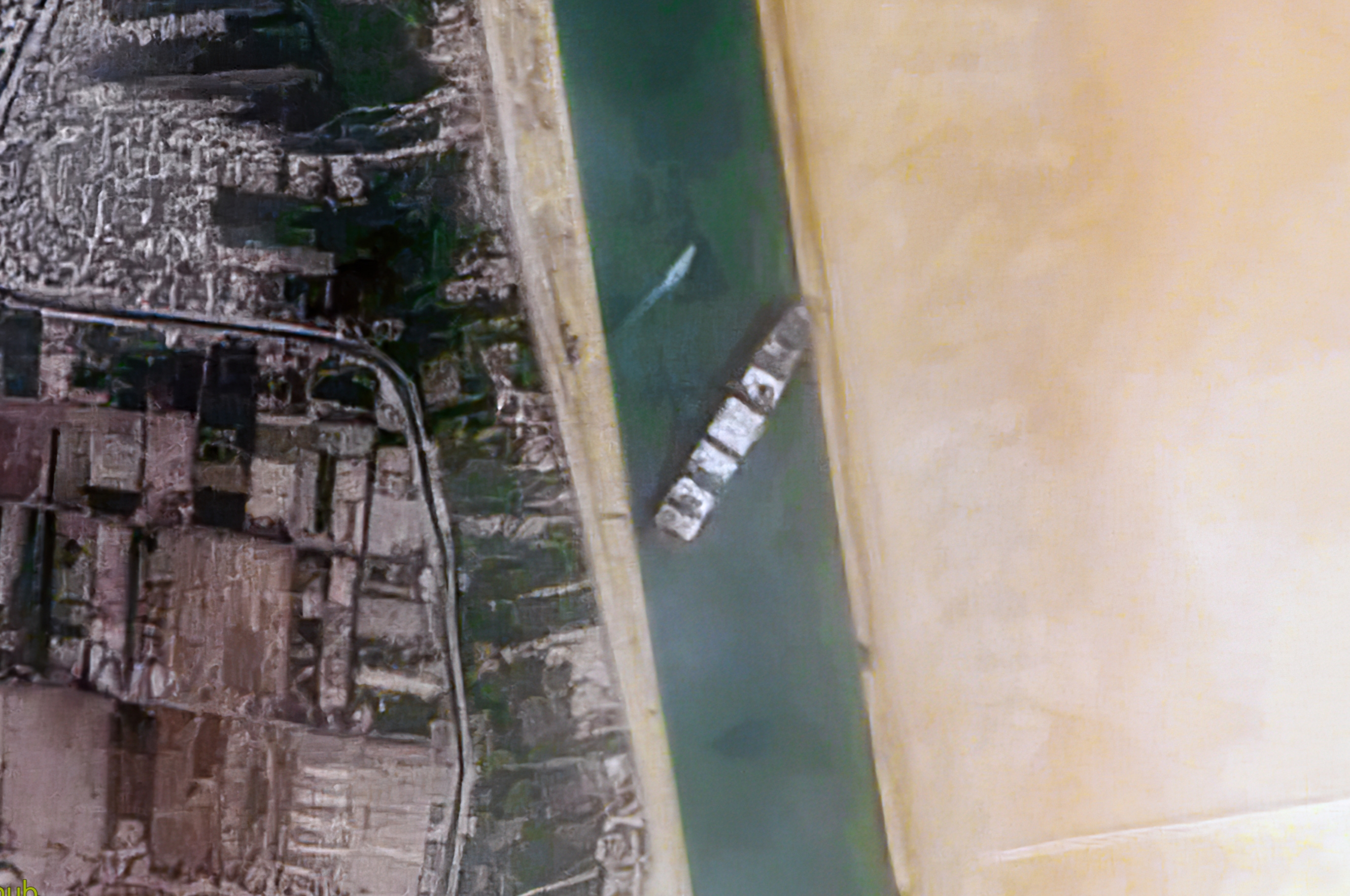
Контейнеровоз Ever Given, блокирующий Суэцкий канал. Спутниковый снимок 24 марта 2021 года

23 марта 2021, в 07:40 по восточноевропейскому времени (UTC +02:00) «Ever Given» при проходе по Суэцкому каналу сел носом на мель, при этом начав разворачиваться кормой, полностью перегородив канал. 
Судно было частично снято с мели 29 марта 2021 в 04:30 по восточноевропейскому времени (UTC +02:00). 
Позднее, в 15:00 судно перевели на рейд Соленого озера на отстой и осмотр днища.
14 апреля 2021 Исмаильский экономический суд вынес приговор владельцу судна Ever Given, которое заблокировало Суэцкий канал. Теперь он обязан выплатить штраф в размере 900 млн долл.
Постановление предусматривает конфискацию судна «Ever Given», контейнеровоз вернется владельцу только после оплаты всей суммы штрафа. 
15 апреля судно было остановлено в Большом Горьком озере, а его экипаж поставлен в известность о решении суда и дальнейших действиях.
7 июля 2021 снялся с якоря и начал движение на север, после того, как владельцы и страховщики судна пришли к соглашению с администрацией Суэцкого канала о компенсации за срыв судоходства и буксировку контейнеровоза. 
29 июля судно прибыло в порт назначения — Роттердам.
4 октября 2021 судно прибыло в китайский город Циндао, для проведения ремонтных работ.